# Shrek the Musical
Pour les articles homonymes, voir Shrek.
Shrek the Musical est une comédie musicale basée sur le film Shrek sorti en 2001, lui-même adapté du livre Shrek!, paru en 1990. Ce spectacle musical a été monté sur un livret et des paroles de David Lindsay-Abaire, avec les musiques de Jeanine Tesori.

## Synopsis
Shrek the Musical s'inspire du film Shrek sorti en 2001 chez DreamWorks Animation.
Shrek, un ogre vert qui a toujours aimé vivre une vie de solitude dans son marais, découvre que son marais est envahi par des créatures enchantées. Lui et l'âne sont forcés de quitter le marais sous les ordres de Lord Farquaad. Il se rend alors, avec son ami l'âne, au château de Farquaad, qui aurait prétendument expulsé ces êtres de son royaume. Ce dernier souhaite épouser la Princesse Fiona, car il lui faut être marié à une princesse pour pouvoir être roi, mais celle-ci est retenue prisonnière par une abominable dragonne. Il propose donc un marché à Shrek : s'il se porte au secours de la princesse à sa place, il lui rendra son marais. Shrek décide d'accomplir cette quête. Mais en cours de route, Shrek et la princesse s'éprennent dans une idylle qui déplaira à Lord Farquaad.

## Production

### Développement
Lindsay-Abaire et Jason Moore (metteur en scène) commencèrent à travailler sur le spectacle en 2002. Tesori rejoindra l'équipe en 2004. La première lecture, en présence de Stephen Kramer Glickman, Celia Keenan-Bolger, Robert L. Daye, Jr. et Christopher Sieber a eu lieu le 10 août 2007.

### Première à Seattle
La première du spectacle a eu lieu à Seattle dans le 5th Avenue Theatre à partir du 14 août 2008, avec une soirée d'ouverture le 10 septembre. La production à Seattle pour ses premières représentations a servi de présentation aux médias et de rodage. La distribution principale était composée de Brian d'Arcy James dans le rôle de Shrek, Sutton Foster pour le celui de Princesse Fiona, Christopher Sieber en Lord Farquaad, Chester Gregory II dans le rôle de l'âne, John Tartaglia en Pinocchio et Kecia Lewis-Evans en dragonne. Cette étape a permis au spectacle d'être amélioré avant d'arriver sur les planches de Broadway. Ainsi deux chansons ont été changées et d'autres modifiées.

### Broadway (2008-2010)
La production au Broadway Theatre de Broadway a ouvert ses portes en 8 novembre 2008, avec une soirée d'ouverture le 14 décembre. La distribution est restée identique à l'exception du personnage de l'âne qui a été incarné par Daniel Breaker et de celui de la dragonne qui a été remplacé par Haven Burton, Aymee Garcia et Rachel Stern à la place d'un seul soliste.
La production de Broadway a reçu un total de douze nominations au Drama Desk Award et huit aux Tony Awards, dont celle de la meilleure comédie musicale. Le spectacle a remporté le Drama Desk Award pour le meilleur acteur dans une comédie musicale pour James d'Arcy, le Drama Desk Award pour le meilleur décor et les meilleurs costumes pour Tim Hatley, ainsi que le Tony Award des meilleurs costumes pour Hatley à nouveau. L'enregistrement du spectacle a été nommé pour le Grammy Award du meilleur album de comédie musicale.
Le spectacle a été joué jusqu'au 3 janvier 2010, après 441 représentations et 37 avant-premières.

### Tournée nationale (2010-2011)
Une tournée nationale en Amérique du Nord a eu lieu avec un passage au Cadillac Palace Theatre de Chicago le 13 juillet 2010,. De nombreux changements ont été effectués pour la tournée dont une nouvelle chanson chantée par la dragonne intitulé "Forever", en remplaçant «Donkey Pot Pie". Les décors et accessoires ont été re-conçu pour s'adapter à la tournée, et certaines chansons ont été modifiées.
La distribution de la tournée tournée a mis en vedette Eric Petersen dans le rôle de Shrek, accompagné de Haven Burton en tant que Princesse Fiona et Alan Mingo, Jr. dans le rôle de l'âne. Carrie Compere joue la dragonne, avec Blakely Slaybaugh comme Pinocchio. Le rôle de Lord Farquaad a d'abord été joué par Todd Buonopane, puis par David FM Vaughn.
La tournée c'est achevée au Pantages Theatre de Los Angeles le 31 juillet 2011.

### Londres (2011-2013)

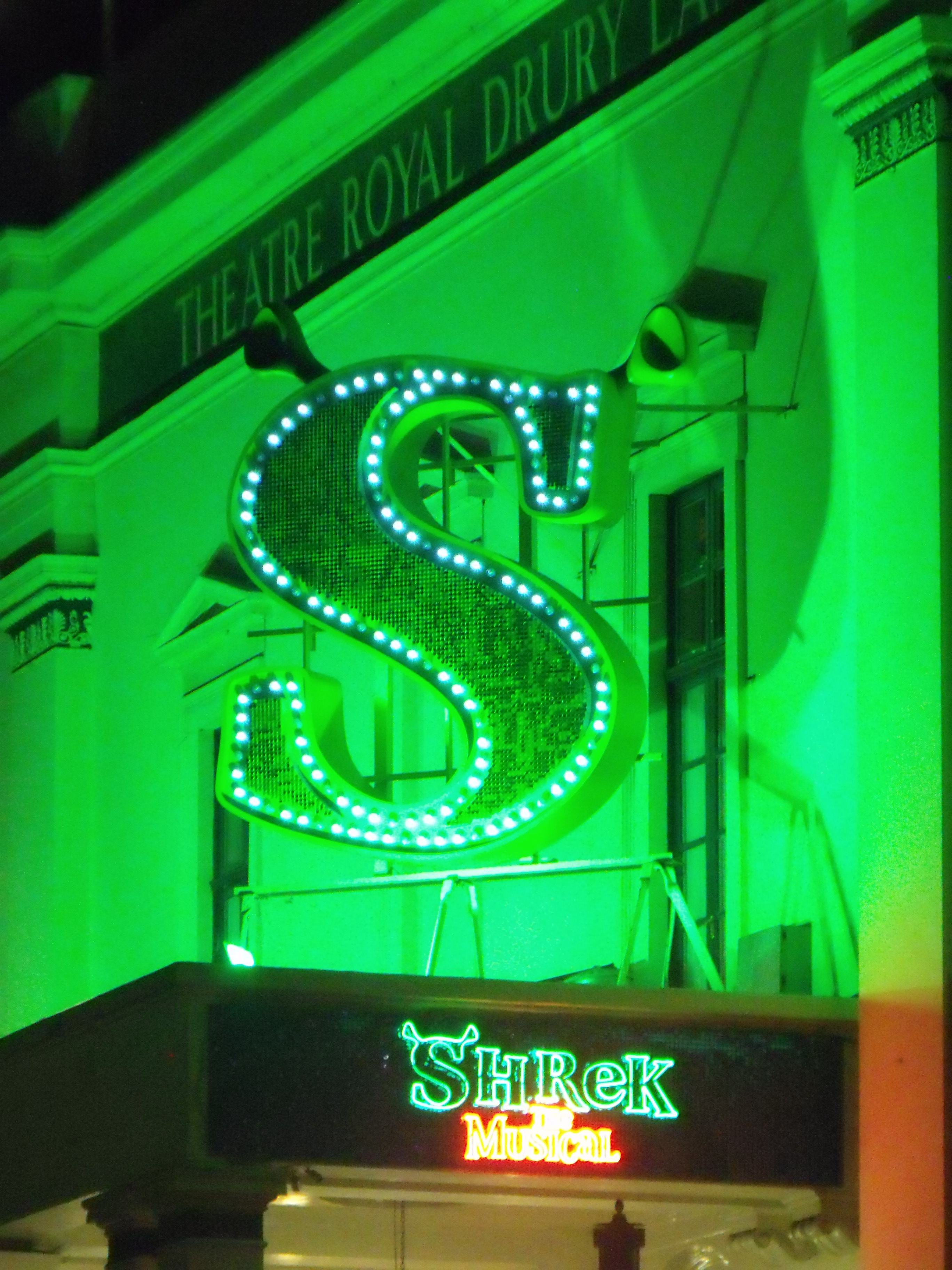
Enseigne de Shrek the Musical sur Théâtre de Drury Lane, en 2011.

Une nouvelle version révisée a été montée dans le West End, au Théâtre de Drury Lane à partir du 6 mai 2011. La distribution était composée de Nigel Lindsay dans le rôle de Shrek, Richard Blackwood en âne, Nigel Harman comme Lord Farquaad et Amanda Holden en tant que princesse Fiona. Landi Oshinowo joua la dragonne et Jonathan Stewart Pinocchio,,,.
La soirée d'ouverture officielle a eu lieu le 14 juin 2011. La plupart des critiques ont été positives sur la production, et en particulier sur la performance de Harman. La production a étendu sa période de réservation jusqu'au 21 octobre 2012.
Le spectacle a comptabilisé un total de quatre nominations au Laurence Olivier Awards, dont celui de la meilleure comédie musicale, des meilleurs actrice et acteur pour Lindsay et Harman et les meilleurs costumes pour Tim Hatley. Harman a remporté le prix pour la meilleure interprétation dans un second rôle dans une comédie musicale pour son rôle de Lord Farquaad.
Kimberley Walsh, du groupe pop britannique Girls Aloud, a repris le rôle de la princesse Fiona à partir du 5 octobre 2011, à la suite de l'annonce de la grossesse de Holden.
Dean Chisnall et Neil McDermott ont succédé à Lindsay et Harman dans leurs rôles respectifs de Shrek et Lord Farquaad le 29 février 2012. Carley Stenson remplacera princesse Fiona à partir du 23 mai 2012.
Il a été récemment annoncé que la production allait fermer le 24 février, 2013, après 20 mois d'exploitation. Les producteurs ont annoncé leur intention de monter une tournée à travers le Royaume-Uni en 2014.

### Autres productions internationales
Le succès du spectacle a permis que de nombreuses productions internationales le reprenne. Ainsi, la comédie musicale a été jouée en 2010 en Israël, en 2011 en Pologne, en Espagne. En 2012, une production française a été créée. Jouée à partir du 8 février au Casino de Paris, elle avait pour distribution Michel Lerousseau (Shrek), Nathalie Lermitte (Princesse Fiona), Guillaume Beaujolais (Lord Farquaad) Julien Plantier (L'âne) et Tess Hédreville (la dragonne) .
En 2012 également c'est monté une tournée italienne, une production à Amsterdam, à Rio de Janeiro et à Manille.

## Distribution
Liste de la distribution des principales productions du spectacle.
| Personnage     | Seattle            | Broadway                               | Tournée américaine | West End          | France               |
| -------------- | ------------------ | -------------------------------------- | ------------------ | ----------------- | -------------------- |
| Shrek          | Brian d'Arcy James | Brian d'Arcy James                     | Eric Petersen      | Nigel Lindsay     | Michel Lerousseau    |
| Princess Fiona | Sutton Foster      | Sutton Foster                          | Haven Burton       | Amanda Holden     | Nathalie Lermitte    |
| L'âne          | Chester Gregory II | Daniel Breaker                         | Alan Mingo, Jr.    | Richard Blackwood | Julien Plantier      |
| Lord Farquaad  | Christopher Sieber | Christopher Sieber                     | David F.M. Vaughn≠ | Nigel Harman      | Guillaume Beaujolais |
| Dragonne       | Kecia Lewis-Evans  | Haven Burton Aymee Garcia Rachel Stern | Carrie Compere     | Landi Oshinowo    | Tess Hédreville      |
| Pinocchio      | John Tartaglia     | John Tartaglia                         | Blakely Slaybaugh  | Jonathan Stewart  | Julien Salvia        |

## Numéros musicaux
Au fil des représentations et des productions, le spectacle a évolué. Les listes ci-dessous répertorient les numéros musicaux représentatifs de la majorité des représentations.

### Broadway
| Act I - "Overture" / "Big Bright Beautiful World" – Maman ogre, papa ogre, Shrek - "Story of My Life" – Gardes, créatures enchantées - "The Goodbye Song" – Shrek, créatures enchantées - "Don't Let Me Go" – L'âne - "I Know It's Today" – Fiona jeune, Fiona adolescente, Fiona adulte - "Welcome to Duloc" / "What's Up, Duloc?" – Lord Farquaad - "Travel Song" – L'âne, Shrek - "Donkey Pot Pie" – L'âne, dragonne - "This is How a Dream Comes True" – Fiona, Shrek, l'âne, dragonne - "Who I'd Be" – Shrek, Fiona, l'âne | Act II - "Morning Person" – Fiona, le joueur de flûte - "I Think I Got You Beat" – Fiona, Shrek - "The Ballad of Farquaad" – Lord Farquaad, Thelonius, gardes - "Make a Move" – L'âne, trois souris aveugles - "When Words Fail" – Shrek - "Morning Person" (Reprise) – Fiona - "Build a Wall" – Shrek - "Freak Flag" – Créatures enchantées - "Big Bright Beautiful World" (Reprise) – Shrek - "This Is Our Story" – Fiona, Shrek, l'âne, créatures enchantées |

### West End
| Act I - "Overture" / "Big Bright Beautiful World" – Shrek, maman ogre, papa ogre, Fiona, Roi Harold, Reine Liliane, villageois - "Story of My Life" – Gardes, créatures enchantées - "The Goodbye Song" – Shrek, créatures enchantées - "Welcome to Duloc" / "What's Up, Duloc?" – Lord Farquaad - "I Know It's Today" – Fiona jeune, Fiona adolescente, Fiona adulte - "Travel Song" – L'âne, Shrek - "Forever" – Dragonne, l'âne, chevalier - "This is How a Dream Comes True" – Fiona, Shrek, l'âne, dragonne - "Who I'd Be" – Shrek, Fiona, l'âne | Act II - "Morning Person" – Fiona, le joueur de flûte, rats - "I Think I Got You Beat" – Fiona, Shrek - "The Ballad of Farquaad" – Lord Farquaad, Thelonius, gardes - "Make a Move" – L'âne, trois souris aveugles - "When Words Fail" – Shrek - "Morning Person" (Reprise) – Fiona - "Freak Flag" – Créatures enchantées - "Big Bright Beautiful World" (Reprise) – Shrek - "This Is Our Story" – Fiona, Shrek, l'âne, créatures enchantées - "I'm a Believer" – Toute la troupe |

## Récompense et nominations

### Production originale de Broadway
| Année | Récompense       | Catégorie                                         | Nommé                              | Résultat   | Ref    |
| ----- | ---------------- | ------------------------------------------------- | ---------------------------------- | ---------- | ------ |
| 2009  | Tony Award       | Meilleure comédie musicale                        | Meilleure comédie musicale         | Nomination | [ 20 ] |
| 2009  | Tony Award       | Best Book of a Musical                            | David Lindsay-Abaire               | Nomination | [ 20 ] |
| 2009  | Tony Award       | Best Original Score                               | Jeanine Tesori                     | Nomination | [ 20 ] |
| 2009  | Tony Award       | Meilleur acteur dans une comédie musicale         | Brian d'Arcy James                 | Nomination | [ 20 ] |
| 2009  | Tony Award       | Meilleure actrice dans une comédie musicale       | Sutton Foster                      | Nomination | [ 20 ] |
| 2009  | Tony Award       | Best Performance by a Featured Actor in a Musical | Christopher Sieber                 | Nomination | [ 20 ] |
| 2009  | Tony Award       | Best Orchestrations                               | Danny Troob et John Clancy         | Nomination | [ 20 ] |
| 2009  | Tony Award       | Best Costume Design                               | Tim Hatley                         | Lauréat    | [ 20 ] |
| 2009  | Drama Desk Award | Outstanding Musical                               | Outstanding Musical                | Nomination | [ 21 ] |
| 2009  | Drama Desk Award | Outstanding Book of a Musical                     | David Lindsay-Abaire               | Nomination | [ 21 ] |
| 2009  | Drama Desk Award | Outstanding Actor in a Musical                    | Brian d'Arcy James                 | Lauréat    | [ 21 ] |
| 2009  | Drama Desk Award | Outstanding Actor in a Musical                    | Daniel Breaker                     | Nomination | [ 21 ] |
| 2009  | Drama Desk Award | Outstanding Actress in a Musical                  | Sutton Foster                      | Nomination | [ 21 ] |
| 2009  | Drama Desk Award | Outstanding Featured Actor in a Musical           | Christopher Sieber                 | Nomination | [ 21 ] |
| 2009  | Drama Desk Award | Outstanding Director of a Musical                 | Jason Moore                        | Nomination | [ 21 ] |
| 2009  | Drama Desk Award | Outstanding Music                                 | Jeanine Tesori                     | Nomination | [ 21 ] |
| 2009  | Drama Desk Award | Outstanding Lyrics                                | David Lindsay-Abaire               | Nomination | [ 21 ] |
| 2009  | Drama Desk Award | Outstanding Orchestrations                        | Danny Troob                        | Nomination | [ 21 ] |
| 2009  | Drama Desk Award | Outstanding Set Design                            | Tim Hatley                         | Lauréat    | [ 21 ] |
| 2009  | Drama Desk Award | Outstanding Costume Design                        | Tim Hatley                         | Lauréat    | [ 21 ] |
| 2009  | Grammy Award     | Meilleur album de comédie musicale                | Meilleur album de comédie musicale | Nomination | [ 22 ] |

### Production originale de Londres
| Année | Récompense             | Catégorie                                          | Nommé            | Résultat   | Ref    |
| ----- | ---------------------- | -------------------------------------------------- | ---------------- | ---------- | ------ |
| 2012  | Laurence Olivier Award | Best New Musical                                   | Best New Musical | Nomination | [ 23 ] |
| 2012  | Laurence Olivier Award | Best Actor in a Musical                            | Nigel Lindsay    | Nomination | [ 23 ] |
| 2012  | Laurence Olivier Award | Best Performance in a Supporting Role in a Musical | Nigel Harman     | Lauréat    | [ 23 ] |
| 2012  | Laurence Olivier Award | Best Costume Design                                | Tim Hatley       | Nomination | [ 23 ] |